# Полски романтизъм
Полският романтизъм е течение в полската култура, което се формира в Полша през 19 век въз основа на националноосвободителните стремежи. Утвърждава се сравнително бързо. Историческите предпоставки са борбата на поляците след ликвидиране на полската държава, въстанието на Тадеуш Косцюшко, въстанието във Варшава – десетки хиляди жертви, други заточени в Сибир. Задушена е полската култура на родна земя, което подтиква да се създават други духовни огнища в условия на емиграция (Франция, САЩ).
Полският романтизъм има статут на героична епоха; в културен план – отрицание на епохите на Просвещението и Класицизма; словото се музикализира, твори се поетика на тайнството, която се основава на посвещаване в света на скритото, ритуализирано е отношението към природата – вид тайнопис, чиито знаци изкуството се опитва да декодира.
Създаваната в емиграция поезия доказва елитарния дух на нацията, нейната културна сила и идентичност. Родината се превръща в духовна територия, а понятието „народ“ — в основно романтично понятие. Пътищата на полската емиграция са пътища на пилигримството. Пътят към освобождението е път към Обетованата земя. Полският пилигрим е философ на Историята и Природата.
Времето на Романтизма разгръща литературната феноменология на пътуването. Разходките на полските романтици имат мистичен, светски и туристически смисъл. Усеща се парадокса на обратното движение, т.е. колкото по-ясно върви напред във времето, през цивилизацията, историята и природата, толкова по-категорично се връща назад към матерното, към родината – феноменът „носталгия“. Ражда се романтичният двусвят – романтичният герой пътува извън рационалната видимост, към тайното знание, знанието на Отвъдността. Оттук е мотивът за смъртта, афинитет към гробовете – врати към отвъдния свят; опит за преодоляване на историческото безвремие.
Най-известните представители на полския романтизъм са композитора Фредерик Шопен (1810-1849) и поетите Адам Мицкевич (1798-1855), Юлиуш Словацки (1809-1849), Зигмунт Крашински (1812-1859).